# نهائي كأس الجزائر 2005
نهائي كأس الجزائر 2005 هي المباراة النهائية من منافسة كأس الجزائر 2004–05، أقيمت المباراة في 21 يونيو 2005، في ملعب 5 جويلية 1962، بين فريقي جمعية الشلف، والاتحاد الرياضي لمدينة سطيف، وفاز فيها جمعية الشلف، بعد أن هزم الاتحاد الرياضي لمدينة سطيف، بنتيجة 1 - 0.

## تفاصيل المباراة
لعبت المباراة النهائية في 21 يونيو 2005.
| جمعية الشلف | 1 -0 | الاتحاد الرياضي لمدينة سطيف |
| ----------- | ---- | --------------------------- |
|             |      |                             |